# يوردوان تودوروف
يوردوان تودوروف (بالبلغارية: Йордан Тодоров)‏ (27 يوليو 1981 ببلوفديف في بلغاريا - ) هو لاعب كرة قدم بلغاري في مركز الدفاع. شارك مع منتخب بلغاريا لكرة القدم. أما مع النوادي، فقد لعب مع سسكا صوفيا ونادي ستيوا بوخارست ونادي لوكوموتيف بلوفديف ونادي لوكوموتيف صوفيا وFC Chernomorets Burgas ‏ ونادي بانسيريكوس وFC Minyor Pernik ‏ وFC Montana ‏ وPSFC Chernomorets Burgas ‏ ونادي ماريتسا بلوفديف ونادي ستيوا بوخارست الثاني ‏.

## روابط خارجية
- يوردوان تودوروف على موقع قاعدة بيانات كرة القدم.إي يو (الإنجليزية)
- يوردوان تودوروف على موقع ناشيونال فوتبول تيمز (الإنجليزية)
- يوردوان تودوروف على موقع Soccerway.com (الإنجليزية)